# Mussol nínox
El mussol nínox (Athene superciliaris) és una espècie d'ocell de la família dels estrígids (Strigidae). Habita boscos, sabanes, barrancs i pobles del nord i oest de Madagascar. El seu estat de conservació es considera de risc mínim.

## Taxonomia
Inclòs tradicionalment al gènere Ninox alguns autors l'han canviat cap al gènere Athene.